# Louis, Duce de Mecklenburg-Schwerin
Ducele Louis de Mecklenburg-Schwerin (germană Herzog Ludwig von Mecklenburg-Schwerin; 6 august 1725 – 12 septembrie 1778) a fost moștenitor al Ducatului de Mecklenburg-Schwerin din 1756 până la moartea sa. A fost tatăl primului Mare Duce de Mecklenburg-Schwerin Frederick Francis I.

## Biografie
Louis s-a născut la Grabow, Mecklenburg-Schwerin, ca al treilea copil și al doilea fiu al lui  Christian Ludwig al II-lea, Duce de Mecklenburg-Schwerin (1683–1756) și a soției acestuia, Ducesa Gustave Caroline de Mecklenburg-Strelitz (1694–1748).
După decesul tatălui său în 1756, fratele său mai mare Frederic i-a succedat la conducerea ducatului. Frederic nu s-a căsătorit și nu a avut copii așa că Louis a devenit moștenitor însă Prințul Louis a murit în 1778, la vârsta de 53 de ani. În 1785, după decesul Ducelui Frederic, ducatul a fost moștenit de fiul cel mare al lui Louis, Frederick Francis, care a succedat ca Duce de Mecklenburg-Schwerin, și mai târziu ca Mare Duce de Mecklenburg-Schwerin.

## Căsătorie
Louis s-a căsătorit la 13 mai 1755 la Schwerin cu Prințesa Charlotte Sophie de Saxa-Coburg-Saalfeld (1731–1810), fiica lui Francisc Josias, Duce de Saxa-Coburg-Saalfeld și a Prințesa Ana Sofia de Schwarzburg-Rudolstadt. Ei au avut un fiu și o fiică:
- Friedrich Franz I, Mare Duce de Mecklenburg-Schwerin (10 decembrie 1756 – 1 februarie 1837); căsătorit în 1775 cu Prințesa Louise de Saxa-Gotha-Altenburg, au avut copii.
- Sofia, Prințesă Ededitară a Danemarcei și Norvegiei (24 august 1758 – 29 noiembrie 1794); căsătorită în 1774 cu Frederic, Prinț Ereditar al Danemarcei și Norvegiei, au avut copii.

1. 1 2  Czech National Authority Database, accesat în 29 ianuarie 2023
2. ↑  Czech National Authority Database, accesat în 1 martie 2022